# Більський повіт (Смоленська губернія)
Більський пові́т — історична адміністративно-територіальна одиниця у складі Смоленської губернії Російської імперії. Повітовий центр — місто Білий.

## Історія
Повіт утворено 1708 року під час адміністративної реформи імператора Петра I у складі Смоленської губернії.
1713 року губернії було скасовано й повіт віднесено до Ризької губернії.
1726 року повернуто до складу відновленої Смоленської губернії.
З 1775 по 1796 роки — у складі Смоленського намісництва.
З 1796 — у складі відновленої Смоленської губернії.
Остаточно ліквідований 1929 року за новим адміністративно-територіальним розмежуванням.

## Населення
За даними перепису 1897 року в повіті мешкало 165 159 осіб (78 738 чоловіків та 86 421 — жінка), частка росіян сягала 99.0%. У повітовому місті Білий мешкало 6952 особи.

## Адміністративний поділ
На 1913 рік повіт поділявся на 32 волості:
- Андреєвська;
- Ассуйська;
- Ахтирська;
- Батуринська;
- Березовська;
- Большевська;
- Верхов'є-Малишкинська;
- Глуховська;
- Городковська;
- Городська;
- Дунаєвська;
- Єгор'євська;
- Іоткинська;
- Казулинська;
- Каменецька;
- Комаровська;
- Крапивянська;
- Ляпкинська;
- Мольнинська;
- Монинська;
- Ніколо-Ветлицька;
- Нікольська;
- Покровська;
- Понизовська;
- Понікольська;
- Пишковська;
- Селецька;
- Селищенська;
- Сопотська;
- Холмовська;
- Шоптовська.